# 前賈梅士學校
前賈梅士學校（英語：Escola Camões）位於香港九龍佐敦覺士道7號，是一座香港二級歷史建築，建於1902年。

## 歷史
前賈梅士學校的前身是一座歐式別墅（九龍內地段第1132號），建於1902年，用作九廣鐵路經理的公寓。

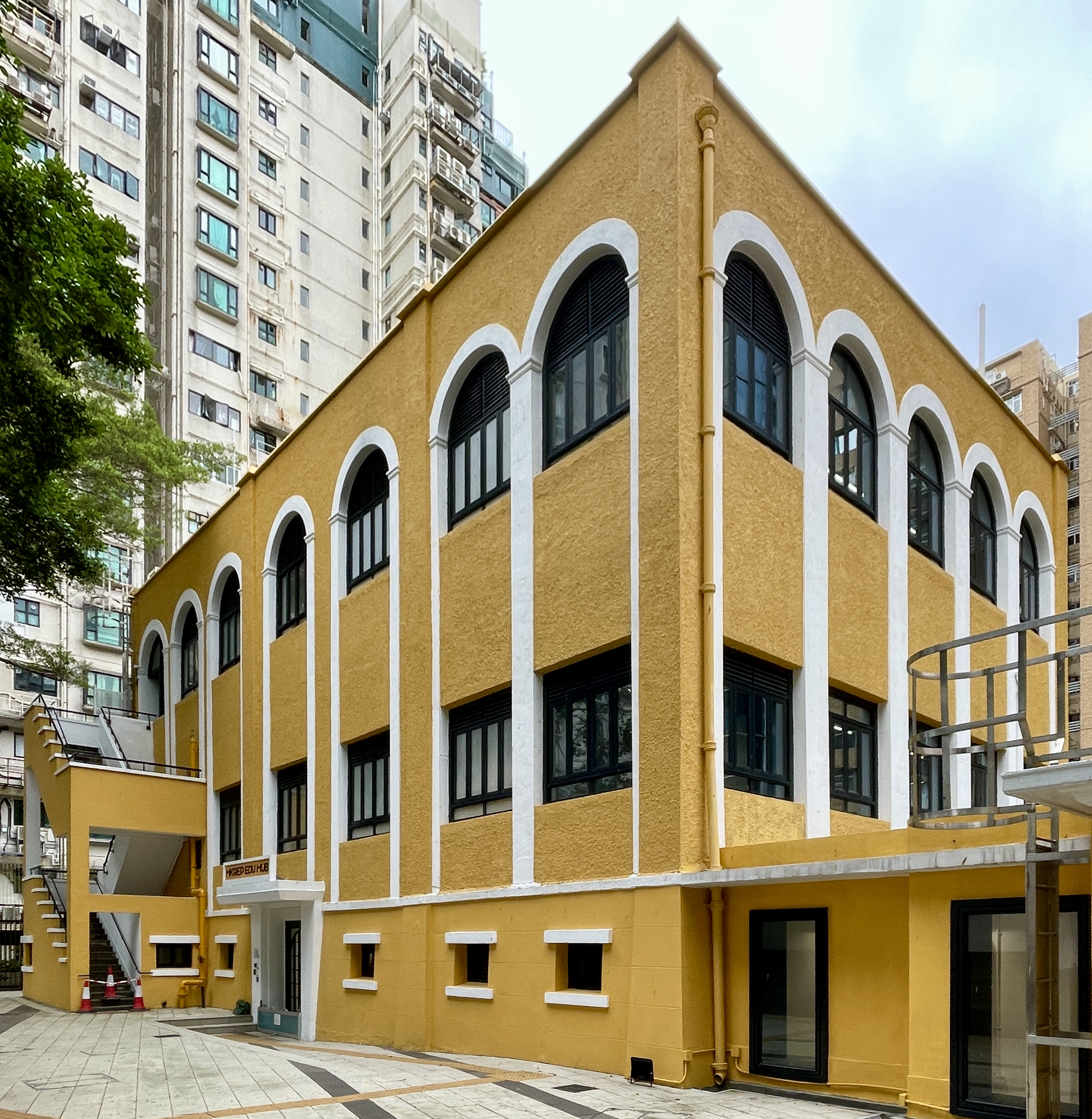
香港話劇團教育中心（2024年）

1950年代初葡僑教育及福利基金獲政府撥出地皮改建成新校舍，由柯華利士先生（Alfred Victor Jorge Alvares）設計、建昌建築公司承建，以取代1947後於西洋波會內的臨時校舍。1954年，賈梅士學校（Portuguese Community Schools, Inc., Escola Camões，又名葡僑學校）開幕，初期涵蓋幼稚園及小學教育服務。學校以葡萄牙詩人賈梅士命名，賈梅士在 1556 年曾赴澳門並在那裏升為軍官。
1996年，學校被保良局接管辦學，並於1999年遷往海庭道校舍，承蒙陳守仁博士捐助，學校亦重新命名為保良局陳守仁小學。
2000年，原校舍獲教育局資助開辦小學「新來港學童啟動課程」課程，並改名為保良局賈梅士學校。2012年，由陳氏教育機構命名捐助，易名為保良局陳維周夫人紀念學校，由保良局及香港潮連同鄉會合作營辦，並遷往土瓜灣上鄉道校舍。
2019年，校舍被評級為二級歷史建築，香港話劇團於2021年11月獲地政總署批出短期租約，將會為校舍進行活化及改建為戲劇教育中心。